# اسکوربات کلسیم
اسکوربات کلسیم یک ترکیب شیمیایی با فرمول (CaC12H14O12) می‌باشد. این ماده نمک کلسیم از اسید اسکوربیک می‌باشد. حدود ۱۰٪ این ماده شیمیایی از کلسیم تشکیل شده است. در حوزه مواد غذایی این ترکیب شیمیایی دارای عدد ئی برابر ۳۰۲ است و در کشورهای اتحادیه اروپا، ایالات متحده آمریکا، نیوزلند و استرالیا به عنوان افزودنی ماده غذایی استفاده می‌شود.